# East 17

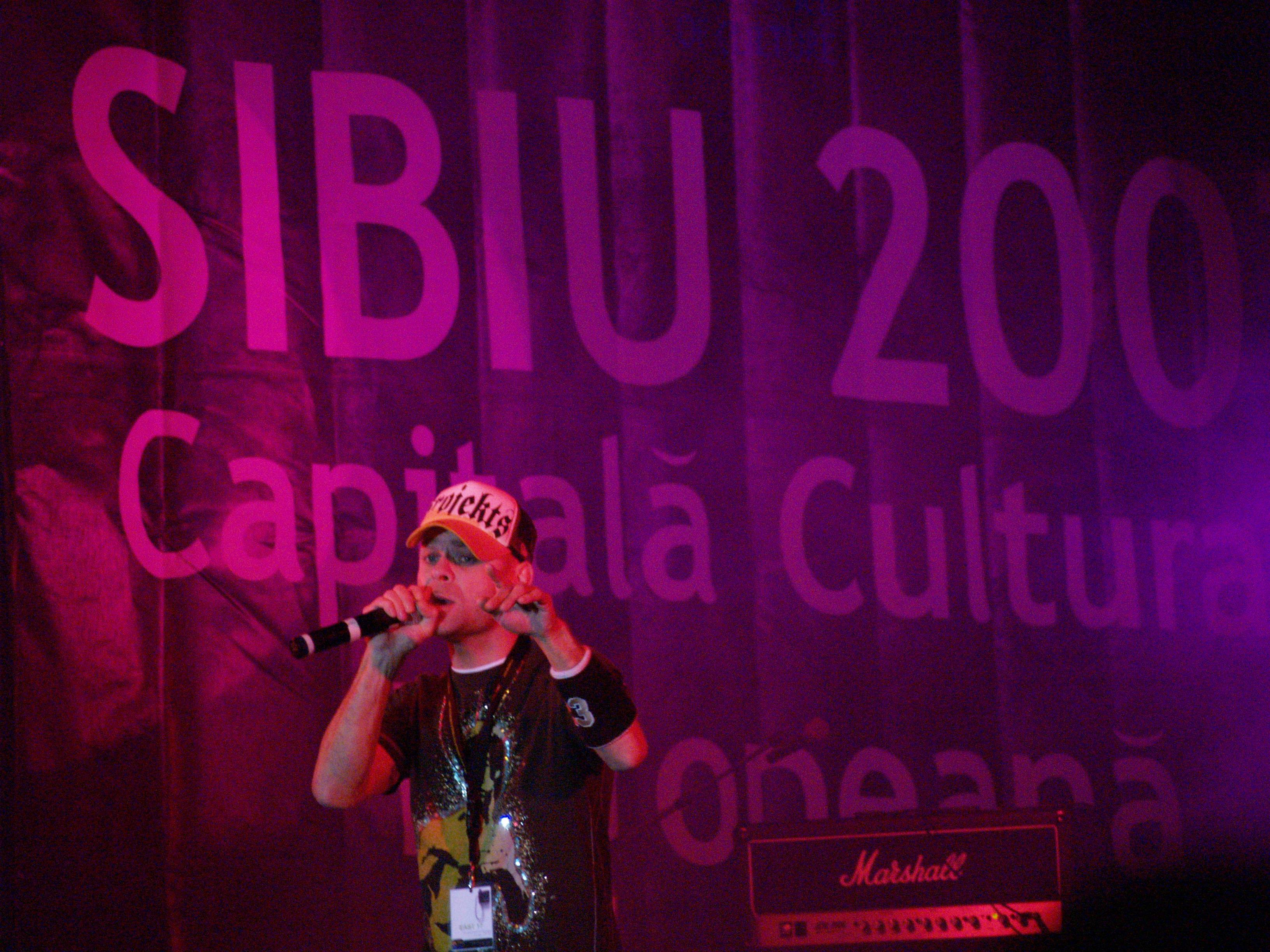
Występ zespołu East 17 w Sybinie (Rumunia) (2007)

East 17 – brytyjski Boys band wykonujący melodyjną kombinację popu, muzyki dancefloor i hip-hopu, założony w 1991 roku w Londynie.
Zespół tworzyli Brian Harvey, Tony Mortimer, John Hendy i Terry Colldwell. Grupa debiutowała w 1992 roku singlem „House of Love”, który notowany był na liście UK Top Ten. Rok później ukazał się longplay „Walthamstow”, który pomimo krytyki zyskał wielki entuzjazm u wielbicieli. Drugi album grupy – „Steam”, nagrany został w roku 1995, ale nie zyskał takiej popularności jak pierwszy. Kolejny LP „Up All Night” zawierał po raz pierwszy utwory autorstwa całej czwórki, co wprowadziło chaos w odbiorze płyty. Album nie odniósł sukcesów na liście przebojów. Zaraz po jego wydaniu doszło do skandalu, którego bohaterem był Brian Harvey. Wokalista podczas wywiadu radiowego zachwalał spożywanie tabletek ecstasy. W efekcie został wyrzucony z zespołu, co doprowadziło w okresie późniejszym do odejścia Tony Mortimera i wykluczenia utworów zespołu ze wszystkich stacji radiowych. W roku 1996 grupa wydała kompilację „Around the World: The Journey So Far”. Po rozpoczęciu solowej działalności przez Harveya pod koniec lat 90. East 17 zaprzestał działalności.
Harvey solowego sukcesu nie odniósł a kolejne lata przyniosły dalsze skandale z powodu narkotykowego uzależnienia i problemów ze zdrowiem. W roku 2007, pod wpływem reaktywacji Take That, doszło do spotkania czwórki i prób celem powrotu na scenę. Po zadowalającym koncercie w Londynie, przychylnych recenzjach fanów i krytyki oraz pierwszych ofertach kontraktowych na nowy album powrót zespołu został anulowany z powodu kłótni pomędzy Mortimerem a Harveyem. W 2010 zespół powrócił do prac nad nowym albumem w składzie Mortimer, Colldwell i Hendy. Na początku 2011 do grupy dołączył Blair Dreelan, który zastąpił dotychczasowego frontmana Briana Harveya. Zespół w maju podpisał kontrakt płytowy z wytwórnią FOD Records. Po 17 latach przerwy zespół w kwietniu 2012 roku wydał nowy album ‘Dark light’.

## Dyskografia
- (1993) Walthamstow
- (1994) Steam
- (1995) Up All Night
- (1996) Around The World Hit Singles: The Journey So Far
- (1998) Resurrection (jako E-17)
- (2005) The Very Best of East Seventeen
- (2006) East 17 – The Platinum Collection
- (2010) Stay Another Day: The Very Best Of [Double CD]
- (2012) Dark light